# دیوید لی مک‌اینس
دیوید لی مک‌اینس (انگلیسی: David Lee McInnis؛ زادهٔ ۱۲ دسامبر ۱۹۷۳) هنرپیشه اهل ایالات متحده آمریکا است. وی از سال ۱۹۹۹ میلادی تاکنون مشغول فعالیت بوده‌است.
از فیلم‌ها یا برنامه‌های تلویزیونی که وی در آن نقش داشته‌است می‌توان به نسل خورشید و آقای آفتاب اشاره کرد.